# Jules Bigot
Ne doit pas être confondu avec Jules Le Bigot.
Pour les articles homonymes, voir Bigot.
Jules Bigot, né le 22 octobre 1915 à Bully-les-Mines et mort le 24 octobre 2007 à Lille, est un ancien footballeur, entraineur et dirigeant de football français.
Après des débuts amateurs à Bully-les-Mines, il fait les beaux jours de l'Olympique Lillois de 1933 à 1939, brillant par ses qualités de buteur et de meneur d'homme. Pendant la guerre il évolue brièvement à Marseille puis Saint-Étienne, avant de revenir à Lille en 1943 pour porter le maillot du tout nouveau Lille Olympique Sporting Club. Avec cette équipe il est sacré champion de France et remporte à deux reprises la Coupe de France. Il quitte le club en 1950 pour rejoindre le Havre en tant qu'entraineur-joueur avant de raccrocher définitivement les crampons en 1951. En plus de sa carrière en club, Bigot compte 6 sélection et 1 but en Équipe de France.
Jules Bigot devient par la suite entraineur, au FC Rouen en 1952-1953, à Toulouse de 1953 à 1958 avec une victoire en Coupe de France en 1957, à Lens de 1959 à 1962 avec une victoire en Coupe Drago en 1960, puis au Cercle Bruges pour la saison 1962-1963. En 1963, il fait son retour à Lille pour faire remonter le  Lille OSC en première division. S'ensuivent 2 dernières expériences en Belgique, d'abord à la Gantoise en 1966-1967, puis au Royal Excelsior Mouscron de 1969 à 1971.
En 1973, Bigot entame sa carrière de dirigeant et succède à Paul Wartel à la présidence de l'Amicale des Éducateurs de football, il occupe ce poste jusqu'en 1990. Il est par ailleurs membre du Conseil Fédéral de la Fédération Française de Football de 1975 à 1980.

## Biographie

### Carrière en club

#### Débuts à Bully-les-Mines et révélation à Lille (1933-1939)
Jules Bigot débute le football sous les couleurs de l'ES Bully, le club de sa ville natale. C'est là-bas qu'il est repéré par Monsieur Wallocq, dirigeant de l'Olympique Lillois, qui décide de le recruter.
Bigot rejoint donc l'Olympique Lillois à l'âge de 18 ans et fait ses débuts en équipe première d'abord comme ailier, puis comme avant-centre. Il est alors le plus jeune footballeur professionnel de France.
Il devient rapidement un cadre de l'équipe, avec qui il atteint la finale de la Coupe de France en 1939 (défaite 3-1 face au RC Paris).
Jules Bigot détient le record de buts inscrits en faveur de l'Olympique Lillois avec 75 réalisations toutes compétitions confondues.

#### Marseille puis Saint-Étienne (1939-1943)
Pendant la Guerre, il profite du football pour rejoindre la zone libre et rejoint l'Olympique de Marseille pour la saison 1939-1940. Il évolue ensuite à l'AS Saint-Étienne jusqu’en 1943.
C'est lors de son passage à Saint-Étienne qu'il rencontre Marie Joséphine Brun, dite "Rinou", qui devient son épouse et se trouve être la tante de Gérard Janvion, futur joueur de l'ASSE. De cette union naît une fille prénommée Nicole.
À ce jour, il détient le record du plus grand nombre de buts (10) sur un match, lors de sa période à l'AS Saint-Étienne.

#### Retour à Lille (1943-1950)
En 1943, Bigot retrouve Lille et évolue d'abord sous les couleurs de l'équipe « Lille-Flandres », puis en faveur du tout nouveau Lille Olympique Sporting Club, issu de la fusion de l'Olympique Lillois et du Sporting Club Fivois.
Son retour dans le Nord est couronné de succès puisqu'il remporte avec le LOSC un championnat en 1946 et trois coupes de France les années suivantes. Bigot est toujours un élément fort de l'équipe, mais évolue désormais davantage dans un rôle de meneur de jeu que d'attaquant comme auparavant.

### Parcours en sélection
Jules Bigot connait sa première sélection en Équipe de France le 9 février 1936, alors qu'il a tout juste 20 ans, à l'occasion d'une défaite 3 buts à zéro face à la Tchécoslovaquie,.
Sa carrière en bleu est tronquée par la Seconde Guerre mondiale, il totalise seulement 6 matches et 1 but en 9 ans pour l'équipe de France.

### Carrière d'entraineur

#### Entraineur-joueur au Havre (1950-1951)
Après sa riche carrière de joueur, il devient entraîneur-joueur du Havre Athletic Club. 
Son unique saison au Havre se déroule sans accroc, le club termine bien classé en championnat et atteint les quarts de finale de la Coupe de France. 
Son extrême exigence vis-à-vis de lui-même et de ses joueurs, sa droiture légendaire, son esprit de justice et sa générosité en font le symbole d'une époque où l'esprit sportif solidement ancré sur les principes de l'honneur et du respect l'emporte sur tout le reste. 

#### Premier trophée avec Toulouse et bref passage en Bleu (1953-1958)
Il devient entraineur du Toulouse Football Club (1937) en 1953. Il occupe ce poste durant 5 saisons et remporte la Coupe de France en 1957, son premier trophée en tant qu'entraineur.
Ses années à Toulouse sont interrompues par un bref passage à la tête de l'équipe de France. La Fédération française de football l'appelle en octobre 1954, mais l'aventure tourne court en raison d'un litige administratif : Jules Bigot utilise des wagons-lits pour permettre à ses joueurs de se reposer durant un trajet en train et la FFF lui refuse le remboursement des frais au motif que les footballeurs internationaux sont censés voyager en 2ème classe. Doté d'un fort caractère, Bigot est très agacé par cet évènement et quitte l'équipe après seulement 2 rencontres dirigées (Victoire 3-1 en Allemagne et nul 2-2 face à la Belgique).

#### Lutte pour le maintien avec le RC Lens (1959-1962)
Le Racing Club de Lens recrute Jules Bigot au cours de la saison 1958-1959 afin d'améliorer les résultats de l'équipe et surtout pour éviter une relégation en deuxième division. Bigot réussit sa mission en terminant à la 16ème place du classement,. 
Satisfaits de son travail, les dirigeants lensois le maintiennent en poste 3 autres saisons durant, jusqu’en 1963. Le point d'orgue de ses années à Lens est la victoire en Coupe Charles Drago en 1960.

#### Promotion avec Lille (1963-1966)
Bigot effectue en 1963 son deuxième retour à Lille, cette fois-ci en tant qu'entraineur. Son objectif est de permettre au LOSC de retrouver la première division. Il y parvient dès sa première saison puisque son équipe est sacrée championne de France de D2 en 1964.

### Carrière de dirigeant
En 1973, Bigot succède à Paul Wartel à la présidence de l' « Amicale des Éducateurs de football ». Cette amicale est créée en 1947 par Gabriel Hanot et a pour buts la promotion de cette profession et l'organisation de stages de perfectionnement. Gaby Robert le remplace en 1990.
Il finit dirigeant en étant membre du Conseil Fédéral de la Fédération française de football du 5 avril 1975 au 31 décembre 1980.
Jules Bigot s'éteint à Lille le 24 octobre 2007, deux jours après son 92e anniversaire.

## Palmarès

### Joueur
Olympique Lillois
- Finaliste de la Coupe de France en 1939

 Lille OSC
- Champion de France en 1946
- Vainqueur de la Coupe de France en 1947 et en 1948
- Finaliste de la Coupe de France en en 1945

 Équipe de France
- 6 sélections, du 9 février 1936 (France - Tchécoslovaquie, 0-3) au 8 avril 1945 (Suisse - France, 1-0).

### Entraîneur
Toulouse FC
- Vainqueur de la Coupe de France en 1957

 RC Lens
- Vainqueur de la Coupe Charles Drago en 1960

 Lille OSC
- Champion de Division 2 en 1964

### Postérité
Depuis 1985, une allée porte son nom à proximité du stade Geoffroy-Guichard, à Saint-Étienne.